# (586) Thekla
(586) Thekla – planetoida z pasa głównego asteroid okrążająca Słońce w ciągu 5 lat i 113 dni w średniej odległości 3,04 j.a. Została odkryta 21 lutego 1906 roku w Landessternwarte Heidelberg-Königstuhl w Heidelbergu przez Maxa Wolfa. Nazwa planetoidy pochodzi od świętej Tekli (została zainspirowana literami oznaczenia asteroidy [1906 TC] w imieniu Saint TheCla). Przed jej nadaniem planetoida nosiła oznaczenie tymczasowe (586) 1906 TC.